# Atropatene

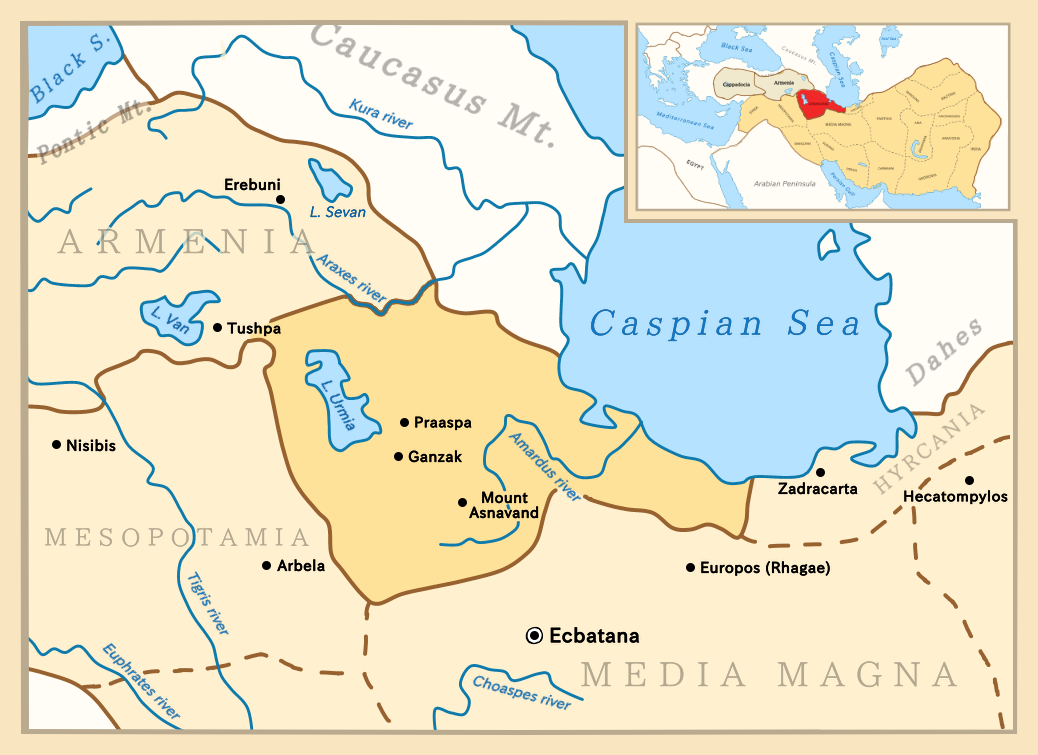
Atropatene onder de Seleuciden (221 v.Chr.)

Media Atropatene (Atropatan, Atropat oftewel Medes), (Grieks: Ατροπατήνη, Perzisch: آتورپاتکان, Armeens: Ատրպատական) was de naam van het gebied in 600 v.Chr., waaronder nu onder andere de noordelijke Iraanse provincies West- en Oost-Azerbeidzjan en Ardebil vallen. Atropatene was lang een eigen koninkrijk. Onder de Seleuciden genoot het gebied een grote mate van autonomie.
De naam is een vergrieksing van het Perzisch Aturpatekan, 'het land van de vlambewaarder', zo genoemd naar Atropates, een generaal van Darius III. De naam Azerbaijan is de latere gearabiseerde vorm van Aturpatekan, waarvan het Nederlandse Azerbeidzjan weer is afgeleid.
De streek komt grofweg overeen met de huidige noordwestelijke Iraanse provincie Azerbeidzjan, bezuiden de Araxes. De huidige republiek Azerbeidzjan ten noorden daarvan stond bekend als Albania in het Grieks, Ardhan of Arran onder de Parthen, en was aanvankelijk voornamelijk bewoond door sprekers van Kartveelse dialecten.
Ten zuiden van de Araxes woonden voornamelijk Medische en Scythische stammen die Iraanse dialecten spraken. Geleidelijk breidde zich echter de Iraanse invloed verder naar het noorden uit. Uit latere islamitische bronnen blijkt dat in de 10e eeuw n.Chr. ook in het Kaukasische Albania Iraanse dialecten gesproken werden. Pas daarna, rond de 11e eeuw na Chr. werden beide gebieden binnengevallen door Seltsjoekische Turken en werden zij verturkst.

## Lijst van koningen
- Ariobarzanes I van Atropatene (65-59 v.Chr.)
- Artavasdes I van Atropatene (59-20 v.Chr.)
- Ariobarzanes II van Atropatene (20 v.Chr. tot 4 na Chr.)
- Artavasdes II van Atropatene. (4-6)
- Artabanus II van het Parthische Rijk (6-12)
- Vonones II (12-51)
- Pacorus van Atropatene (51-72)